# 小行星2611
小行星2611（2611 Boyce）是一颗绕太阳运转的小行星，为主小行星带小行星。该小行星于1978年11月7日发现。
該小行星以美國行星科學家約瑟夫·M·博伊斯（Joseph M. Boyce）命名。

## 轨道参数
小行星2611的轨道半长轴为3.0409848 UA，离心率为0.052。
| 前一小行星： 小行星2610 | 小行星列表 | 後一小行星： 小行星2612 |